# Trichilia
Genre
Synonymes
- Heynea Roxb.[2]

Trichilia est un genre de plantes de la famille des Meliaceae.

## Liste d'espèces
Selon BioLib (28 juillet 2017) :
- Trichilia hirta L.
- Trichilia pallida Sw.
- Trichilia roka (Forsskal) Chiov.
- Trichilia triacantha Urban

Selon Catalogue of Life (28 juillet 2017) :
- Trichilia acuminata (H. & B. ex Roemer & Schultes) C. DC.
- Trichilia adolfii Harms
- Trichilia amapaensis T.D.Penn.
- Trichilia ambiranensis Callm. & Phillipson
- Trichilia americana (Sessé & Mociño) T.D. Pennington
- Trichilia appendiculata (Triana & Planch.) C. DC.
- Trichilia aquifolia P. Wilson
- Trichilia areolata T.D. Pennington
- Trichilia blanchetii C. DC.
- Trichilia breviflora Blake & Standl.
- Trichilia bullata T.D. Pennington
- Trichilia capitata Klotzsch
- Trichilia carinata M.E. Morales-Puentes
- Trichilia casarettoi C. DC.
- Trichilia catigua A. Juss.
- Trichilia cauliflora J.-F. Leroy & M. Lescot
- Trichilia chirriactensis (Standl. & Steyerm.) T.D. Pennington
- Trichilia cipo (A. Juss.) C. DC.
- Trichilia claussenii C. DC.
- Trichilia congesta T.D.Penn.
- Trichilia dazae T.D.Penn.
- Trichilia discolor A. Juss.
- Trichilia djalonis A. Chev.
- Trichilia dregeana Harv. & Sond.
- Trichilia elegans A. Juss.
- Trichilia elsae Harms
- Trichilia emarginata (Turcz.) C. DC.
- Trichilia emetica (Forsk.) Vahl
- Trichilia erythrocarpa Lundell
- Trichilia euneura C. DC.
- Trichilia fasciculata T.D. Pennington
- Trichilia florbranca T.D. Pennington
- Trichilia gamopetala T.D. Pennington
- Trichilia gilgiana Harms
- Trichilia gilletii Wildem.
- Trichilia glabra L.
- Trichilia grandifolia Oliv.
- Trichilia gustavoi Morales-P.
- Trichilia havanensis Jacq.
- Trichilia hirta L.
- Trichilia hispida T.D. Pennington
- Trichilia humblotii Harms
- Trichilia inaequilatera T.D. Pennington
- Trichilia laxipaniculata Cuatrec.
- Trichilia lecointei Ducke
- Trichilia lepidota Mart.
- Trichilia lovettii M. Cheek
- Trichilia luciae H. de Souza Barreieros
- Trichilia magnifoliola T.D. Pennington
- Trichilia martiana C. DC.
- Trichilia martineaui Aubrev. & Pellegr.
- Trichilia maynasiana C. DC.
- Trichilia mazanensis Macbride
- Trichilia megalantha Harms
- Trichilia mexicoensis P.T. Li & X.M. Chen
- Trichilia micrantha Benth.
- Trichilia micropetala T.D. Pennington
- Trichilia minima T.D.Penn.
- Trichilia monacantha Urb.
- Trichilia monadelpha (Thonn.) J. de Wilde
- Trichilia moschata Sw.
- Trichilia mucronata (Cav.) Harms
- Trichilia obovata W.A. Palacios
- Trichilia oligofoliolata M.E. Morales-Puentes
- Trichilia ornithothera J. de Wilde
- Trichilia pachypoda (Rusby) C. DC. ex Harms
- Trichilia pallens C. DC.
- Trichilia pallida Sw.
- Trichilia pittieri C. DC.
- Trichilia pleeana (A. Juss.) C. DC.
- Trichilia poeppigii C. DC.
- Trichilia prieureana A. Juss.
- Trichilia primogenita W.A. Palacios
- Trichilia pseudostipularis (A. Juss.) C. DC.
- Trichilia pungens Urb.
- Trichilia quadrijuga Kunth
- Trichilia quadrivalvis C. DC. ex Schinz.
- Trichilia ramalhoi Rizzini
- Trichilia reticulata P. Wilson
- Trichilia retusa Oliver
- Trichilia reynelii T.D.Penn.
- Trichilia rubescens Oliver
- Trichilia rubra C. DC.
- Trichilia sambiranensis Callm. & Phillipson
- Trichilia schomburgkii C. DC.
- Trichilia septentrionalis C. DC.
- Trichilia silvatica C. DC.
- Trichilia singularis C. DC.
- Trichilia solitudinis Harms
- Trichilia stellatotomentosa Kuntze
- Trichilia stenophylla Urb. & Ekman
- Trichilia stipitata T.D. Pennington
- Trichilia subcordata Gürke
- Trichilia surinamensis (Miquel) C. DC.
- Trichilia surumuensis C. DC.
- Trichilia taubertiana Harms
- Trichilia tenuifructa T.D.Penn.
- Trichilia tessmannii Harms
- Trichilia tetrapetala C. DC.
- Trichilia tomentosa Kunth
- Trichilia trachyantha (Griseb.) C. DC.
- Trichilia triacantha Urb.
- Trichilia trifolia L.
- Trichilia trimera T.D.Penn.
- Trichilia trollii Harms
- Trichilia tsaratananensis M. Lescot
- Trichilia tuberculata (Triana & Planch.) C. DC.
- Trichilia ulei C. DC.
- Trichilia vestigialis T.D.Penn.
- Trichilia watorikensis T.D.Penn.
- Trichilia welwitschii C. DC.
- Trichilia zewaldae J. de Wilde

Selon GRIN (28 juillet 2017) :
- Trichilia catigua A. Juss.
- Trichilia dregeana Sond.
- Trichilia elegans A. Juss.
- Trichilia emetica Vahl
- Trichilia havannensis Jacq.
- Trichilia hirta L.
- Trichilia rubra C. DC.
- Trichilia spondiodes Jacq.
- Trichilia triacantha Urb.

Selon ITIS (28 juillet 2017) :
- Trichilia emetica Vahl
- Trichilia hirta L.
- Trichilia pallida Sw.
- Trichilia triacantha Urb.

Selon NCBI (28 juillet 2017) :
- Trichilia acuminata
- Trichilia adolfi
- Trichilia amapaensis
- Trichilia americana
- Trichilia appendiculata
- Trichilia aquifolia
- Trichilia blanchetii
- Trichilia breviflora
- Trichilia bullata
- Trichilia capitata
- Trichilia casaretti
- Trichilia catigua
- Trichilia cipo
- Trichilia claussenii
- Trichilia congesta
- Trichilia dazae
- Trichilia deminuta
- Trichilia dregeana
- Trichilia elegans
- Trichilia elsae
- Trichilia emarginata
- Trichilia emetica
- Trichilia erythrocarpa
- Trichilia euneura
- Trichilia fasciculata
- Trichilia florbranca
- Trichilia floribunda
- Trichilia gamopetala
- Trichilia glabra
- Trichilia havanensis
- Trichilia hirta
- Trichilia hispida
- Trichilia laxipaniculata
- Trichilia lecointei
- Trichilia lepidota
- Trichilia magnifoliola
- Trichilia martiana
- Trichilia mazanensis
- Trichilia micrantha
- Trichilia minutiflora
- Trichilia monadelpha
- Trichilia moschata
- Trichilia multifoliola
- Trichilia pachypoda
- Trichilia pallens
- Trichilia pallida
- Trichilia pleeana
- Trichilia poeppigii
- Trichilia prieureana
- Trichilia primogenita
- Trichilia pseudostipularis
- Trichilia quadrijuga
- Trichilia ramalhoi
- Trichilia reynelii
- Trichilia rubescens
- Trichilia rubra
- Trichilia schomburgkii
- Trichilia septentrionalis
- Trichilia silvatica
- Trichilia singularis
- Trichilia solitudinis
- Trichilia stellatotomentosa
- Trichilia surinamensis
- Trichilia surumuensis
- Trichilia tenuifructa
- Trichilia tetrapetala
- Trichilia tomentosa
- Trichilia triacantha
- Trichilia trifolia
- Trichilia trimera
- Trichilia tuberculata
- Trichilia ulei

Selon The Plant List (28 juillet 2017) :
- Trichilia acuminata (Humb. & Bonpl. ex Schult.) C.DC.
- Trichilia adolfi Harms
- Trichilia americana (Sessé & Moc.) T.D.Penn.
- Trichilia appendiculata (Triana & Planch.) C. DC.
- Trichilia aquifolia P. Wilson
- Trichilia areolata T.D. Penn.
- Trichilia blanchetii C. DC.
- Trichilia breviflora S.F.Blake & Standl.
- Trichilia bullata T.D. Penn.
- Trichilia casaretti C. DC.
- Trichilia catigua A.Juss.
- Trichilia cauliflora J.-F. Leroy & Lescot
- Trichilia chirriactensis (Standl. & Steyerm.) T.D. Penn.
- Trichilia cipo (A.Juss.) C.DC.
- Trichilia claussenii C. DC.
- Trichilia discolor A.Juss.
- Trichilia djalonis A. Chev.
- Trichilia dregeana Sond.
- Trichilia elegans A.Juss.
- Trichilia elsae Harms
- Trichilia emetica Vahl
- Trichilia erythrocarpa Lundell
- Trichilia euneura C.DC.
- Trichilia fasciculata T.D.Penn.
- Trichilia florbranca T.D.Penn.
- Trichilia gamopetala T.D.Penn.
- Trichilia gilgiana Harms
- Trichilia gilletii De Wild.
- Trichilia glabra L.
- Trichilia grandifolia Oliv.
- Trichilia havanensis Jacq.
- Trichilia heterophylla A. Juss.
- Trichilia heudelotii Planch. ex Oliv.
- Trichilia hirta L.
- Trichilia hispida T.D. Penn.
- Trichilia inaequilatera T.D.Penn.
- Trichilia japurensis C. DC.
- Trichilia laxipaniculata Cuatrec.
- Trichilia lecointei Ducke
- Trichilia lepidota Mart.
- Trichilia lovettii Cheek
- Trichilia magnifoliola T.D. Penn.
- Trichilia martiana C.DC.
- Trichilia martineaui Aubrév. & Pellegr.
- Trichilia maynasiana C.DC.
- Trichilia mazanensis J.F.Macbr.
- Trichilia megalantha Harms
- Trichilia micrantha Benth.
- Trichilia micropetala T.D. Penn.
- Trichilia minutiflora Standl.
- Trichilia monacantha Urb.
- Trichilia monadelpha (Thonn.) J.J.de Wilde
- Trichilia moschata Sw.
- Trichilia mucronata (Cav.) Harms
- Trichilia obovata W. Palacios
- Trichilia ornithothera J.J. de Wilde
- Trichilia pachypoda (Rusby) C. DC. ex Harms
- Trichilia pallens C.DC.
- Trichilia pallida Sw.
- Trichilia parvifolia C. DC.
- Trichilia pittieri C.DC.
- Trichilia pleeana (A.Juss.) C.DC.
- Trichilia poeppigii C. DC.
- Trichilia prieuriana A.Juss.
- Trichilia primogenita W. Palacios
- Trichilia pseudostipularis (A. Juss.) C. DC.
- Trichilia pungens Urb.
- Trichilia quadrijuga (Miq.) Kunth
- Trichilia quadrivalvis C.DC.
- Trichilia ramalhoi Rizzini
- Trichilia reticulata P. Wilson
- Trichilia retusa Oliv.
- Trichilia rubescens Oliv.
- Trichilia rubra C.DC.
- Trichilia schomburgkii C.DC.
- Trichilia septentrionalis C.DC.
- Trichilia silvatica C. DC.
- Trichilia singularis C.DC.
- Trichilia solitudinis Harms
- Trichilia splendida A.Chev.
- Trichilia stellatotomentosa Kuntze
- Trichilia stenophylla Urb. & Ekman
- Trichilia stipitata T.D. Penn.
- Trichilia subcordata Gürke
- Trichilia surinamensis (Miq.) C.DC.
- Trichilia surumuensis C. DC.
- Trichilia tessmannii Harms
- Trichilia tetrapetala C. DC.
- Trichilia tomentosa Kunth
- Trichilia trachyantha (Griseb.) C. DC.
- Trichilia triacantha Urb.
- Trichilia trifolia L.
- Trichilia trifoliata Jacq.
- Trichilia trollii Harms
- Trichilia tsaratananensis Lescot
- Trichilia tuberculata (Triana & Planch.) C. DC.
- Trichilia ulei C. DC.
- Trichilia welwitschii C.DC.

Selon Tropicos (28 juillet 2017) (Attention liste brute contenant possiblement des synonymes) :
- Trichilia acariaeantha Harms
- Trichilia acuminata (Humb. & Bonpl. ex Roem. & Schult.) C. DC.
- Trichilia acutanthera C. DC.
- Trichilia acutifolia A. Chev.
- Trichilia acutifoliata A. Chev.
- Trichilia adolfi Harms
- Trichilia affinis A. Juss.
- Trichilia alata N.E. Br.
- Trichilia alba C. DC.
- Trichilia albicans C. DC.
- Trichilia albiflora C. DC.
- Trichilia alta Blake
- Trichilia alternans C. DC.
- Trichilia americana (Sessé & Moc.) T.D. Penn.
- Trichilia amplifolia C. DC.
- Trichilia angustior Harms
- Trichilia anisopleura C. DC.
- Trichilia appendiculata (Triana & Planch.) C. DC.
- Trichilia aquifolia P. Wilson
- Trichilia arborea C. DC.
- Trichilia areolata T.D. Penn.
- Trichilia asterotricha Radlk.
- Trichilia bakeri C. DC.
- Trichilia barraensis C. DC.
- Trichilia batesii C. DC.
- Trichilia bijuga Labill.
- Trichilia biolleyi C. DC.
- Trichilia bipindeana C. DC.
- Trichilia blanchetii C. DC.
- Trichilia brachystachya Klotzsch ex C. DC.
- Trichilia brachythyrsus Harms
- Trichilia bradei Harms
- Trichilia brenesii Standl.
- Trichilia breviflora S.F. Blake & Standl.
- Trichilia buchtienii Harms
- Trichilia bullata T.D. Penn.
- Trichilia caloneura Pierre ex Pellegr.
- Trichilia candollei A. Chev.
- Trichilia canjerana Vell.
- Trichilia cardenasii Rusby
- Trichilia carinata M.E. Morales
- Trichilia casaretti C. DC.
- Trichilia cathartica Mart.
- Trichilia catigua A. Juss.
- Trichilia caucana C. DC.
- Trichilia caudata Killip & Cuatrec.
- Trichilia cauliflora J.-F. Leroy & Lescot
- Trichilia cedrata A. Chev.
- Trichilia chiapensis Matuda
- Trichilia chiriquina C. DC.
- Trichilia chirriactensis (Standl. & Steyerm.) T.D. Penn.
- Trichilia cipo (A. Juss.) C. DC.
- Trichilia claussenii C. DC.
- Trichilia colimana C. DC.
- Trichilia colombiana Cuatrec.
- Trichilia columnata Girardi
- Trichilia compacta A.C. Sm.
- Trichilia connaroides (Wight & Arn.) Bentv.
- Trichilia corcovadensis C. DC.
- Trichilia cruegeriana Urb.
- Trichilia cuneata Radlk.
- Trichilia cuneifolia Pulle
- Trichilia curranii Blake
- Trichilia cuspidata C. DC.
- Trichilia davidsoniae Standl.
- Trichilia davisii Sandwith
- Trichilia derumieri De Wild.
- Trichilia dictyoneura Urb.
- Trichilia discolor A. Juss.
- Trichilia distini C. DC.
- Trichilia diversifolia A. Juss.
- Trichilia djalonis A. Chev.
- Trichilia donnell-smithii C. DC.
- Trichilia dregeana Sond.
- Trichilia echinocarpa (de Vriese) Walp.
- Trichilia ekebergia E. Mey. ex Sond.
- Trichilia elegans A. Juss.
- Trichilia elliotii Harms
- Trichilia elsae Harms
- Trichilia emarginata (Turcz.) C. DC.
- Trichilia emetica Vahl
- Trichilia ernestii Harms
- Trichilia erythrocarpa Lundell
- Trichilia euneura C. DC.
- Trichilia eurysepala Harms
- Trichilia excelsa Benth.
- Trichilia excisa Urb.
- Trichilia fasciculata T.D. Penn.
- Trichilia flava C. DC.
- Trichilia flaviflora C. DC.
- Trichilia florbranca T.D. Penn.
- Trichilia floribunda Little
- Trichilia fragrans C. DC.
- Trichilia froesii A.C. Sm.
- Trichilia fuscescens Radlk.
- Trichilia gamopetala T.D. Penn.
- Trichilia gardneri C. DC.
- Trichilia gaudichaudii C. DC.
- Trichilia gigantophylla Harms
- Trichilia gilgiana Harms
- Trichilia gilletii De Wild.
- Trichilia glabra L.
- Trichilia glabriramea C. DC.
- Trichilia glandulosa Sm.
- Trichilia glaziovii C. DC.
- Trichilia goudotiana Triana & Planch.
- Trichilia goyazana C. DC.
- Trichilia graciliflora Harms
- Trichilia gracilis Loes.
- Trichilia grandifolia Oliv.
- Trichilia grandis Lasser & Maguire
- Trichilia guara (Jacq.) L.
- Trichilia guayaquilensis C. DC.
- Trichilia guentheri Harms
- Trichilia guianensis Klotzsch ex C. DC.
- Trichilia gustavoi M.E. Morales
- Trichilia harmsii Rusby
- Trichilia harrisii Britton
- Trichilia hassleri C. DC.
- Trichilia havanensis Jacq.
- Trichilia heterophylla A. Juss.
- Trichilia heudelotii Planch. ex Oliv.
- Trichilia heydeana C. DC.
- Trichilia hieronymi Griseb.
- Trichilia hirsuta C. DC.
- Trichilia hirta L.
- Trichilia hispida T.D. Penn.
- Trichilia hylobia Harms
- Trichilia inaequilatera T.D. Penn.
- Trichilia insignis C. DC.
- Trichilia integrifilamenta C. DC.
- Trichilia iquitosensis Harms
- Trichilia izabalana S.F. Blake
- Trichilia jamaicensis C. DC.
- Trichilia japurensis C. DC.
- Trichilia johannis Harms
- Trichilia karstenii (Triana & Planch.) C. DC.
- Trichilia karwinskyana C. DC.
- Trichilia kisoko De Wild.
- Trichilia krukovii A.C. Sm.
- Trichilia laevis Sessé & Moc.
- Trichilia lagoensis C. DC.
- Trichilia lamellulata Dugand
- Trichilia laminensis Barb. Rodr.
- Trichilia lanata A. Chev.
- Trichilia lancei Vermoesen
- Trichilia lanceolata C. DC.
- Trichilia langlassei C. DC.
- Trichilia laurentii De Wild.
- Trichilia laxipaniculata Cuatrec.
- Trichilia le Ducke
- Trichilia le-testui Pellegr.
- Trichilia lecointei Ducke
- Trichilia lehmannii C. DC.
- Trichilia lepidota Mart.
- Trichilia leucastera Sandwith
- Trichilia levis C. DC.
- Trichilia lobulata C. DC.
- Trichilia longifolia C. DC.
- Trichilia lovettii Cheek
- Trichilia luciae Barreiros
- Trichilia macbrideana Harms
- Trichilia macrophylla Benth.
- Trichilia magnifica Baehni & Macbride
- Trichilia magnifoliola T.D. Penn.
- Trichilia martiana C. DC.
- Trichilia martineaui Aubrév. & Pellegr.
- Trichilia matudae Lundell
- Trichilia mauritiana Turcz.
- Trichilia maynasiana C. DC.
- Trichilia mazanensis J.F. Macbr.
- Trichilia megalantha Harms
- Trichilia membranacea Macfad.
- Trichilia mexicana T.D. Penn.
- Trichilia micrantha Benth.
- Trichilia microcarpa C. DC.
- Trichilia microdonta S.F. Blake
- Trichilia micropetala T.D. Penn.
- Trichilia microphyllina C. DC.
- Trichilia microspadyx W. Palacios
- Trichilia microstachya C. DC.
- Trichilia mildbraedii Harms
- Trichilia minor A. Rich.
- Trichilia minutiflora Standl.
- Trichilia mocquerysii Aug. DC.
- Trichilia mollis C. DC.
- Trichilia monacantha Urb.
- Trichilia monadelpha (Thonn.) J.J. de Wilde
- Trichilia montana Kunth
- Trichilia montchali De Wild.
- Trichilia montealegrensis Sandwith & Lima
- Trichilia moritzii C. DC.
- Trichilia moschata Sw.
- Trichilia mucronata (Cav.) Harms
- Trichilia multiflora Casar.
- Trichilia multifoliola C. DC.
- Trichilia multijuga C. DC.
- Trichilia oaxacana S.F. Blake
- Trichilia oblanceolata Rusby
- Trichilia oblonga C. DC.
- Trichilia obovata W. Palacios
- Trichilia obtusanthera C. DC.
- Trichilia obtusifolia C. DC.
- Trichilia oddoni De Wild.
- Trichilia odorata Andrews
- Trichilia oerstediana C. DC.
- Trichilia oligantha C. DC.
- Trichilia oligofoliolata M.E. Morales
- Trichilia orgaosana C. DC.
- Trichilia ornithothera J.J. de Wilde
- Trichilia ovalis Rusby
- Trichilia oxyphylla C. DC.
- Trichilia pachypoda (Rusby) C. DC. ex Harms
- Trichilia pallens C. DC.
- Trichilia pallida Sw.
- Trichilia palmeri C. DC.
- Trichilia palmetorum Pittier
- Trichilia papillosa Pierre ex A. Chev.
- Trichilia paracaimana C. DC.
- Trichilia paraensis C. DC.
- Trichilia parviflora (Triana & Planch.) C. DC.
- Trichilia parvifolia C. DC.
- Trichilia parvifoliola C. DC.
- Trichilia pauciflora Rusby
- Trichilia pauloensis Hoehne
- Trichilia pavoniana C. DC.
- Trichilia peltostylis Baill.
- Trichilia peruviana C. DC.
- Trichilia petenensis Lundell
- Trichilia petiolulata C. DC.
- Trichilia pittieri C. DC.
- Trichilia pleeana (A. Juss.) C. DC.
- Trichilia poeppigii C. DC.
- Trichilia polyclada C. DC.
- Trichilia polyneura C. DC.
- Trichilia portoricensis Spreng.
- Trichilia prieuriana A. Juss.
- Trichilia primogenita W. Palacios
- Trichilia pringlei Rose
- Trichilia privigna Standl. & Steyerm.
- Trichilia propinqua (Miq.) C. DC.
- Trichilia pseudostipularis (A. Juss.) C. DC.
- Trichilia ptariana Steyerm.
- Trichilia pteleifolia A. Juss.
- Trichilia pterophylla C. DC.
- Trichilia puberulanthera C. DC.
- Trichilia pubescens Rich.
- Trichilia punctata A.C. Sm.
- Trichilia pungens Urb.
- Trichilia purdiei C. DC.
- Trichilia pynaertii De Wild.
- Trichilia pyramidata Harms
- Trichilia quadrijuga Kunth
- Trichilia quadrivalvis C. DC.
- Trichilia ramalhoi Rizzini
- Trichilia ramiflora C. DC.
- Trichilia rendlei Urb.
- Trichilia reticulata P. Wilson
- Trichilia retusa Oliv.
- Trichilia reygartii De Wild.
- Trichilia richardiana A. Juss.
- Trichilia riedelii C. DC.
- Trichilia riparia Mart. ex C. DC.
- Trichilia roka (Forssk.) Chiov.
- Trichilia roraimana C. DC.
- Trichilia rubescens Oliv.
- Trichilia rubra C. DC.
- Trichilia ruiziana C. DC.
- Trichilia sambiranensis Callm. & Phillipson
- Trichilia sampaioana Harms
- Trichilia scandens A. Rob. ex Lunan
- Trichilia schiedeana C. DC.
- Trichilia schinoides Klotzsch
- Trichilia schomburgkii C. DC.
- Trichilia schumanniana Harms
- Trichilia schwackei C. DC.
- Trichilia sebastianopolitana C. DC.
- Trichilia selloi C. DC.
- Trichilia senegalensis C. DC.
- Trichilia septentrionalis C. DC.
- Trichilia sexanthera C. DC.
- Trichilia silvatica C. DC.
- Trichilia simplicifolia (Spreng.) Spreng.
- Trichilia sinensis Bentv.
- Trichilia singularis C. DC.
- Trichilia siqueiraei Ducke
- Trichilia skutchii P.H. Allen
- Trichilia sloanei Macfad.
- Trichilia smithii C. DC.
- Trichilia solitudinis Harms
- Trichilia splendida A. Chev.
- Trichilia spondiodes Jacq.
- Trichilia steinbachii Harms
- Trichilia stellatotomentosa Kuntze
- Trichilia stelligera Radlk.
- Trichilia stellipila C. DC.
- Trichilia stenophylla Urb. & Ekman
- Trichilia stipitata T.D. Penn.
- Trichilia strigulosa Welw. ex C. DC.
- Trichilia suavis (Baill.) Harms
- Trichilia subalata C. DC.
- Trichilia subarborescens C. DC.
- Trichilia subcordata Gürke
- Trichilia subsessilifolia C. DC.
- Trichilia subsimplex Steyerm.
- Trichilia surinamensis (Miq.) C. DC.
- Trichilia surumuensis C. DC.
- Trichilia tarapotoana C. DC.
- Trichilia tartagalensis C. DC.
- Trichilia tenuiramea C. DC.
- Trichilia terminalis Jacq.
- Trichilia tessmannii Harms
- Trichilia tetrapetala C. DC.
- Trichilia tocacheana C. DC.
- Trichilia toledoana Handro
- Trichilia tomentosa Kunth
- Trichilia tonduzii C. DC.
- Trichilia trachyantha (Griseb.) C. DC.
- Trichilia trachythyrusus Harms
- Trichilia triacantha Urb.
- Trichilia trifolia L.
- Trichilia trifoliata L.
- Trichilia trinitensis A. Juss.
- Trichilia tripetala Blanco
- Trichilia triphylla Blake
- Trichilia triphyllaria C. DC.
- Trichilia trollii Harms
- Trichilia truncata Leonard
- Trichilia tsaratananensis Lescot
- Trichilia tuberculata (Triana & Planch.) C. DC.
- Trichilia tweediana C. DC.
- Trichilia ulei C. DC.
- Trichilia unifoliola S.F. Blake & Standl.
- Trichilia validinervia Harms
- Trichilia velutina C. DC.
- Trichilia verrucata Suess.
- Trichilia verrucosa C. DC.
- Trichilia volkensii Gürke
- Trichilia warmingiana C. DC.
- Trichilia warmingii C. DC.
- Trichilia wawrana C. DC.
- Trichilia weberbaueri C. DC.
- Trichilia weddellii C. DC.
- Trichilia welwitschii C. DC.
- Trichilia williamsii Harms
- Trichilia yucatanensis Lundell
- Trichilia zenkeri Harms